# André Roanne
André Albert Louis Rahou dit André Roanne, né  le 22 septembre 1896 dans le 6e arrondissement de Paris et mort le 4 septembre 1959 à Cannes, est un acteur de théâtre et de cinéma français.

## Biographie
André Roanne a participé à 91 films (dont des courts métrages muets en début de carrière), entre 1914 et 1957, notamment aux côtés de Fernandel. Outre une majorité de films français, on le retrouve également dans plusieurs films allemands et italiens (souvent des coproductions franco-allemandes ou franco-italiennes).
Sur quatre films, il est aussi assistant-réalisateur et/ou monteur, coscénariste, assistant-technicien (voir filmographie).
Il a été marié aux actrices Fernande Albany en octobre 1917, puis Marie-Louise Iribe en 1921, et enfin Geneviève Callix (1909-2001).

## Filmographie complète
(comme acteur, sauf mention contraire)

### Années 1910
- 1914 : Le Fils de la divette de Gaston Ravel (court métrage)
- 1915 : Madame Fleur-de-Neige de Gaston Ravel (court métrage)
- 1915 : Le Même sang de Gaston Ravel (court métrage)
- 1915 : En musique de Gaston Ravel (court métrage)
- 1915 : Autour d'une bague de Gaston Ravel (court métrage)
- 1915 : La Manœuvre amoureuse ou Une erreur de Labruyère (court métrage)
- 1916 : Le Pied qui étreint de Jacques Feyder (court métrage)
- 1916 : Monsieur Pinson policier de Jacques Feyder et Gaston Ravel (court métrage)
- 1916 : Le Consentement de la marquise d'Édouard-Émile Violet (court métrage)
- 1916 : Têtes de femmes, femmes de tête de Jacques Feyder (court métrage)

### Années 1920
- 1921 : L'Ombre déchirée de Léon Poirier
- 1921 : Hantise de Jean Kemm
- 1921 : Les ailes s'ouvrent de Guy du Fresnay
- 1921 : L'Atlantide de Jacques Feyder
- 1922 : Maman Pierre de Maurice Challiot
- 1923 : L'Évasion de Georges Champavert
- 1923 : Tote de Camille de Morlhon (court métrage)
- 1923 : Les Opprimés de Henry Roussel
- 1924 : Violettes impériales de Henry Roussel
- 1925 : La Terre promise de Henry Roussel
- 1925 : Chouchou poids plume de Gaston Ravel
- 1926 : La Petite Bonne du palace[4] de Louis Mercanton
- 1926 : Cinders de Louis Mercanton
- 1926 : La Duchesse des folies (Die Königin von Moulin Rouge) de Robert Wiene
- 1926 : Mademoiselle Josette, ma femme (Fräulein Josette, meine frau) de Gaston Ravel
- 1926 : Le Berceau de Dieu de Fred Leroy-Granville
- 1926 : Le Fauteuil 47 de Gaston Ravel
- 1927 : La Petite Fonctionnaire de Roger Goupillières
- 1927 : Le Chauffeur de Mademoiselle de Henri Chomette
- 1927 : La Petite Chocolatière de René Hervil
- 1927 : Der Goldene Abgrund ou Rapa-Nui[5] de Mario Bonnard (film sorti en France en 1928)
- 1928 : La Merveilleuse Journée de René Barberis
- 1928 : La Femme du voisin de Jacques de Baroncelli
- 1928 : Dolly de Pierre Colombier
- 1928 : Le Danseur inconnu de René Barberis
- 1928 : Tote et sa chance (titre allemand : Die geschichte einer kleinen Pariserin ; titre italien : La storia de una piccola Parigina) d'Augusto Genina
- 1929 : Anny de Montparnasse (Sündig und süss) de Karel Lamač (film tourné en 1928)
- 1929 : Vénus de Louis Mercanton
- 1929 : Le Journal d'une fille perdue (Tagebuch einer Verlorenen) de Georg Wilhelm Pabst
- 1929 : Frauen am Abgrund de Georg Jacoby

### Années 1930
- 1930 : La Lettre de Louis Mercanton
- 1930 : Cendrillon de Paris de Jean Hémard
- 1930 : Anny je t'aime (Die Kaviarprinzessin) de Karel Lamač (film tourné en 1928)
- 1930 : Accusée, levez-vous ! de Maurice Tourneur
- 1930 : Quand nous étions deux de Léonce Perret
- 1931 : Le Joker d'Erich Waschneck
- 1931 : La Chanson des nations de Maurice Gleize et Rudolf Meinert
- 1931 : Ma cousine de Varsovie de Carmine Gallone
- 1931 : Tout s'arrange de Henri Diamant-Berger
- 1931 : Calais-Douvres de Jean Boyer et Anatole Litvak
- 1931 : Gloria de Hans Behrendt et Yvan Noé
- 1932 : Le Triangle de feu d'Edmond T. Gréville et Johannes Guter
- 1932 : Ne sois pas jalouse d'Augusto Genina
- 1932 : Colette et son mari ou Les amoureux de Colette d'André Pellenc (court métrage)
- 1932 : Nicole et sa vertu de René Hervil
- 1932 : Grains de beauté de Pierre Caron
- 1932 : L'Amour en vitesse de Johannes Guter et Claude Heymann
- 1932 : Cognasse de Louis Mercanton
- 1932 : Mon curé chez les riches de E.B Donatien
- 1933 : Baby de Pierre Billon et Karel Lamač
- 1933 : Pour être aimé de Jacques Tourneur
- 1933 : Le Coq du régiment de Maurice Cammage
- 1934 : Le Voyage de monsieur Perrichon de Jean Tarride
- 1934 : Paris-Deauville de Jean Delannoy : Jacques Duplan
- 1934 : Le Mystère Imberger de Jacques Séverac
- 1934 : L'Aristo d'André Berthomieu
- 1934 : Une nuit de folies de Maurice Cammage
- 1934 : Le Cavalier Lafleur de Pierre-Jean Ducis
- 1934 : L'Affaire Sternberg de Robert Péguy (moyen métrage)
- 1935 : La Mariée du régiment de Maurice Cammage
- 1935 : Quelle drôle de gosse de Léo Joannon
- 1935 : Un soir de bombe de Maurice Cammage
- 1935 : Mademoiselle Lucie, comtesse (court métrage)
- 1935 : L'École des vierges de Pierre Weill
- 1936 : Jeunes Filles de Paris de Claude Vermorel : Jo
- 1936 : Les Demi-vierges de Pierre Caron
- 1937 : Gigolette d'Yvan Noé
- 1937 : Police mondaine de Michel Bernheim et Christian Chamborant
- 1937 : Le Club des aristocrates de Pierre Colombier
- 1937 : Mon député et sa femme de Maurice Cammage
- 1937 : Ne tuez pas Dolly de Jean Delannoy (court métrage)
- 1938 : Petite Peste de Jean de Limur
- 1938 : Café de Paris d'Yves Mirande et Georges Lacombe
- 1938 : Gibraltar de Fedor Ozep
- 1938 : Les Cinq Sous de Lavarède de Maurice Cammage (également assistant-réalisateur)
- 1938 : Les Gens du voyage de Jacques Feyder (également assistant-technicien)
- 1939 : Entente cordiale de Marcel L'Herbier
- 1939 : Pièges de Robert Siodmak
- 1939 : Le Chasseur de chez Maxim's de Maurice Cammage (également assistant-réalisateur)

### Années 1940
- 1940 : Monsieur Hector de Maurice Cammage (comme assistant-technicien et coscénariste uniquement)
- 1943 : Finance noire de Félix Gandéra (comme monteur et assistant-réalisateur uniquement)
- 1946 : Macadam de Marcel Blistène

### Années 1950
- 1951 : Boniface somnambule de Maurice Labro
- 1953 : C'est arrivé à Paris de Maurice Cammage
- 1954 : Mam'zelle Nitouche d'Yves Allégret
- 1954 : La Fille perdue de Jean Gourguet
- 1955 : Les Clandestines de Raoul André
- 1955 : Napoléon de Sacha Guitry
- 1955 : Les pépées font la loi de Raoul André
- 1956 : Si Paris nous était conté de Sacha Guitry
- 1956 : Les Indiscrètes de Raoul André
- 1957 : Une manche et la belle de Henri Verneuil

## Théâtre
- 1940 : J'ai 17 ans de Paul Vandenberghe, mise en scène Guy Rapp, Théâtre de la Potinière[6]